# Take Me Back to Chicago (album)
Take Me Back to Chicago je kompilacijski album chichaške rock zasedbe Chicago, ki je izšel leta 1985 pri založbi Columbia Records. Album vsebuje hit single in skladbe, ki niso izšli na prejšnjih dveh kompilacijskih albumih Chicago IX: Chicago's Greatest Hits in Greatest Hits, Volume II.
Ker se je skupina že prestavila k drugi založbi, album Take Me Back to Chicago ni priznan kot del kanona skupine in ni oštevilčen. Album je izšel na LP plošči, kaseti in zgoščenki.
Leta 1990 je izšla posodobljena verzija kompilacije, ki pretežno vsebuje skladbe Petra Cetere.

## Kritični sprejem
William Ruhlmann je v retrospektivni recenziji za portal AllMusic na kratko zapisal: »Še ena nesmiselna kompilacija založbe Columbia, ki ne vsebuje nobenih večjih hitov.«

## Seznam skladb
| Izdaja iz 1985 | Izdaja iz 1985                      | Izdaja iz 1985                      | Izdaja iz 1985                   | Izdaja iz 1985 |
| Št.            | Naslov                              | Pisec                               | Z albuma                         | Dolžina        |
| -------------- | ----------------------------------- | ----------------------------------- | -------------------------------- | -------------- |
| 1.             | „Listen‟                            | Robert Lamm                         | Chicago Transit Authority (1969) | 3:22           |
| 2.             | „Free‟                              | Lamm                                | Chicago III (1971)               | 2:15           |
| 3.             | „Thunder and Lightning‟             | Peter Cetera, Lamm, Danny Seraphine | Chicago XIV (1980)               | 3:32           |
| 4.             | „Lowdown‟                           | Cetera, Seraphine                   | Chicago III                      | 3:34           |
| 5.             | „I'm a Man‟                         | Steve Winwood, Jimmy Miller         | Chicago Transit Authority        | 7:40           |
| 6.             | „Prelude (Little One) + Little One‟ | Seraphine, Hawk Wolinski            | Chicago XI (1977)                | 6:40           |
| 7.             | „You Are on My Mind‟                | James Pankow                        | Chicago X (1976)                 | 3:20           |
| 8.             | „Take Me Back to Chicago‟           | Seraphine, Wolinski                 | Chicago XI                       | 5:16           |
| 9.             | „Mongonucleosis‟                    | Pankow                              | Chicago VII (1974)               | 3:21           |
| 10.            | „Harry Truman‟                      | Lamm                                | Chicago VIII (1975)              | 3:01           |

Vse pesmi je napisal in uglasbil Peter Cetera, razen kjer je posebej napisano.
| Izdaja iz 1990 | Izdaja iz 1990              | Izdaja iz 1990                 | Izdaja iz 1990      | Izdaja iz 1990 |
| Št.            | Naslov                      | Pisec                          | Z albuma            | Dolžina        |
| -------------- | --------------------------- | ------------------------------ | ------------------- | -------------- |
| 1.             | „Baby, What a Big Surprise‟ |                                | Chicago XI (1977)   | 3:05           |
| 2.             | „Happy Man‟                 |                                | Chicago VII (1974)  | 3:15           |
| 3.             | „Take Me Back to Chicago‟   | Danny Seraphine, Hawk Wolinski | Chicago XI          | 5:17           |
| 4.             | „If You Leave Me Now‟       |                                | Chicago X (1976)    | 3:54           |
| 5.             | „Old Days‟                  | James Pankow                   | Chicago VIII (1975) | 3:31           |
| 6.             | „Song for You‟              |                                | Chicago XIV (1980)  | 3:41           |
| 7.             | „Thunder and Lightning‟     | Cetera, Robert Lamm, Seraphine | Chicago XIV         | 3:32           |
| 8.             | „Wishing You Were Here‟     |                                | Chicago VII         | 4:34           |
| 9.             | „Mama Take‟                 |                                | Chicago 13 (1979)   | 4:05           |
| 10.            | „Run Away‟                  | Pankow                         | Chicago 13          | 4:18           |